# Tinap
Tinap is een bestuurslaag in het regentschap Magetan van de provincie Oost-Java, Indonesië. Tinap telt 3025 inwoners (volkstelling 2010).